# Rupert Penry-Jones
Rupert William Penry-Jones (22 de septiembre de 1970) es un actor británico de cine, teatro y televisión. Es más conocido por sus papeles como Adam Carter en la serie de espionaje de BBC One Spooks, Clive Reader QC en el drama legal de BBC One Silk, Joseph Chandler en la serie de misterio de ITV Whitechapel, y como el Sr. Quinlan en la serie de terror de FX The Strain.

## Primeros años
Penry-Jones nació en Londres, hijo del actor galés Peter Penry-Jones y la actriz inglesa Angela Thorne. Su hermano, Laurence Penry-Jones, es un actor convertido en conductor de ambulancia que está casado con la actriz Polly Walker.
En el programa de la BBC One Who Do You Think You Are?, transmitido en agosto de 2010, se reveló que el abuelo materno de Penry-Jones, William, había servido en el Cuerpo Médico del Ejército Indio en la Batalla de Monte Cassino y que sus ancestros anteriores tenían una conexión de larga data con el Ejército Indio. Penry-Jones también descubrió que tenía ascendencia angloindia desde principios del siglo XIX
Penry-Jones se educó en Dulwich College en Dulwich, Londres, hasta los 17 años, cuando se matriculó en el Bristol Old Vic Theatre School, solo para ser expulsado en su segundo año por ser una mala influencia. Su mala influencia fue el resultado de una relación rota, y Rupert dijo que trató de recuperarse "follando todo a la vista". Siendo disléxico, tuvo problemas en la escuela, y finalmente se fue sin conseguir buenas notas.

## Carrera
Penry-Jones entrenó en el Bristol Old Vic Theatre School. 
En 1995 hizo su debut en Londres junto a Ralph Fiennes en una producción de Almeida acerca de Hamlet. 
En 1996 interpretó a Richard en Sweet Panic, en una producción de Stephen Poliakoff en el Teatro Hampstead.
Al año siguiente apareció en las puestas en escena de The Paper Husband y Chips With Everything. 
En 1998 hizo el papel del niño en The Play About the Baby en el teatro Almeida. 
En 1999 le dio vida a Don Carlos en The Other Place y a Alcibiades en Timon of Athens en el Royal Shakespeare Theatre. Ambas producciones fueron transferidas al Barbican Centre en el 2000, y su interpretación como Don Carlos le hizo merecedor al premio Ian Charleson.
En el año 2002 interpretó el personaje de Tom Willoughby en la nueva versión de la película Las cuatro plumas, remake de la cinta de 1939.
Entre julio y octubre de 2003, participó en el Teatro Nacional de Cottesloe donde interpretaba a Louis XIV en el drama histórico Power.
Más tarde, también en 2003, se unió a la tercera temporada de Spooks, donde interpretó el papel de Adam Carter, un agente encantador pero despiadado que es transferido del MI6 para investigar la desaparición de Tom Quinn, interpretado por Matthew Macfadyen, y que luego tomaría el puesto del líder en el MI5; luego de que en el primer episodio de la séptima temporada, emitido en 2007, su personaje muriera en una explosión.
En 2009 se unió al elenco principal de la serie dramática Whitechapel, donde interpretó al detective Joseph Chandler, hasta el final de la serie en 2013, después de que fuera cancelada al finalizar su cuarta temporada. Ese mismo año también apareció en la serie The Forgotten, donde interpretó a Alex Donovan.
En el 2014 se anunció que Penry-Jones aparecería como invitado en la segunda temporada de la serie Black Sails, la cual fue estrenada en enero de 2015.

## Filmografía

### Televisión
| Año         | Título                   | Papel                           | Notas                        |
| ----------- | ------------------------ | ------------------------------- | ---------------------------- |
| 2015 - 2017 | The Strain               | Quintus Sertorius "Sr. Quinlan" | 22 episodios                 |
| 2015, 2017  | Black Sails              | Thomas Hamilton                 | 6 episodios                  |
| 2015        | Life in Squares          | Duncan Grant (de grande)        | Miniserie; 3 episodios       |
| 2011 - 2014 | Silk                     | Clive Reader                    | 18 episodios                 |
| 2009 - 2013 | Whitechapel              | Det. Joe Chandler               | 18 episodios                 |
| 2012        | The Last Weekend         | Ollie                           | 3 episodios                  |
| 2004 - 2008 | Spooks                   | Adam Carter                     | 41 episodios                 |
| 2008        | Burn Up                  | Tom                             | 2 episodios                  |
| 2005        | Casanova                 | Grimani                         | 3 episodios                  |
| 2003        | Agatha Christie's Poirot | Roddy Winter                    | Episodio: "Sad Cypress"      |
| 2000        | North Square             | Alex Hay                        | 8 episodios                  |
| 1996        | Faith in the Future      | Sam                             | 2 episodios                  |
| 1996        | Cold Lazarus             | Oficial de la policía           | 2 episodios                  |
| 1996        | Kavanagh QC              | Teniente Ralph Kinross          | Episodio: "The Burning Deck" |
| 1995        | Absolutely Fabulous      | Joven en la fiesta              | Episodio: "The End"          |

### Cine
| Año  | Título                  | Papel                   | Notas                                                                       |
| ---- | ----------------------- | ----------------------- | --------------------------------------------------------------------------- |
| 2022 | The Batman              | Don Mitchell Jr.        |                                                                             |
| 2015 | Corona Navideña         | Max                     | Junto a Danika McKellar                                                     |
| 2013 | Manor Hunt Ball         | Laurence                | Junto a Richard O'Brien, Craig Conway y Jason Maza                          |
| 2012 | Red Tails               | Campbell                | Junto a Terrence Howard, Nate Parker y Barnaby Kay                          |
| 2012 | Treasure Island         | Squire Trelawney        | Junto a Eddie Izzard, Donald Sutherland, Elijah Wood y Philip Glenister     |
| 2009 | The Forgotten           | Alex Donovan            | Junto a Reiko Aylesworth                                                    |
| 2008 | The 39 Steps            | Richard Hannay          | -                                                                           |
| 2007 | Joe's Palace            | Richard Reece           | Junto a Michael Gambon                                                      |
| 2007 | Persuasion              | Capitán Wentworth       | Junto a Anthony Head                                                        |
| 2006 | Krakatoa: The Last Days | Willem Beijerinck       | Junto a Olivia Williams                                                     |
| 2005 | Match Point             | Henry                   | Junto a Jonathan Rhys-Meyers, Scarlett Johansson, Brian Cox y Matthew Goode |
| 2002 | A Family Man            | Tarquin                 | -                                                                           |
| 2002 | The Four Feathers       | Tom Willoughby          | Junto a Heath Ledger, Kate Hudson, Wes Bentley y Djimon Hounsou             |
| 2001 | Charlotte Gray          | Peter Gregory           | Junto a Cate Blanchett                                                      |
| 1999 | Virtual Sexuality       | Jake                    | Junto a Laura Fraser                                                        |
| 1998 | Still Crazy             | Joven Ray               | -                                                                           |
| 1998 | Hilary and Jackie       | Piers                   | Junto a Rachel Griffiths, Bill Paterson, Emily Watson y Oliver Lee          |
| 1998 | The Tribe               | Dietrich                | Junto a Joely Richardson, Anna Friel, Jonathan Rhys-Meyers y Jeremy Northam |
| 1997 | Food of Love            | Oficial principal       | -                                                                           |
| 1997 | Bent                    | Guardia en la carretera | Junto a Clive Owen, Ian McKellen y Jude Law                                 |
| 1997 | Jane Eyre               | St. John Rivers         | -                                                                           |
| 1997 | The Student Prince      | Príncipe                | Junto a Robson Green                                                        |
| 1997 | The Moth                | Stanley Thorman         | -                                                                           |
| 1996 | The Ring                | Gerhard von Gotthard    | Junto a Nastassja Kinski                                                    |
| 1995 | Cold Comfort Farm       | Dick Hawk-Monitor       | Junto a Kate Beckinsale, Ian McKellen y Angela Thorne                       |
| 1994 | Fatherland              | Cadete Hermann Jost     | -                                                                           |
| 1994 | Black Beauty            | Hombre joven            | Junto a Sean Bean, David Thewlis y Alan Cumming                             |

### Teatro
| Año         | Obra                    | Personaje    | Director (a)      | Teatro                     | Notas                                                   |
| ----------- | ----------------------- | ------------ | ----------------- | -------------------------- | ------------------------------------------------------- |
| 2009 - 2010 | The Priory              | -            | Jeremy Herrin     | Royal Court Theatre        | Junto a Jessica Hynes, Nicl Powell y Alastair Mackenzie |
| 2009        | A Night Less Ordinary   | -            | -                 | Donmar Warehouse Theatre   | Junto a Sheridan Smith                                  |
| 2003        | Power                   | Luis XIV     | -                 | National Cottesloe Theatre | -                                                       |
| 1999        | Don Carlos              | Don Carlos   | -                 | -                          | -                                                       |
| 1999        | Timon of Athens         | Alcibíades   | -                 | Royal Shakespeare Theatre  | -                                                       |
| 1998        | The Play About the Baby | Joven        | -                 | Almeida Theatre            | -                                                       |
| 1997        | Chips With Everything   | Pip Thompson |                   | Royal National Theatre     | -                                                       |
| 1997        | The Paper Husband       | -            | -                 | Hampstead Theatre          | -                                                       |
| 1996        | Sweet Panic             | Richard      | Stephen Poliakoff | Hampstead Theatre          | -                                                       |
| 1995        | Hamlet                  | Fortinbras   | -                 | -                          | Junto a Ralph Fiennes                                   |

## Premios y nominaciones
| Año  | Categoría  | Trabajo nominado | Premio                     | Resultado |
| ---- | ---------- | ---------------- | -------------------------- | --------- |
| 2008 | Best Actor | Spooks           | ITV3 Crime Thriller Awards | Ganador   |
| 2000 | -          | Don Carlos       | Ian Charleson Award        | Ganador   |